# Alfonso Ricciardi
Alfonso Ricciardi (Avellino, 21 ottobre 1913 – Roma, 2 luglio 1980) è stato un dirigente sportivo, allenatore di calcio e calciatore italiano, di ruolo portiere.

## Carriera

### Giocatore
Inizia nell'Avellino, dove milita fino al 1932 e poi passa al Campobasso fino al 1934, quando inizia a giocare ad alti livelli trasferendosi alla Salernitana, con la cui maglia disputa quattro campionati di Prima Divisione, la terza serie dell'epoca.
Nel 1938 passa al Bari, nelle cui file colleziona 63 presenze in Serie A nell'arco di tre stagioni, debuttando il 30 ottobre 1938 nella sconfitta per 1-0 sul campo del Liguria.
Nel 1941 viene acquistato dal Milan, dove totalizza 3 presenze nel campionato di massima serie nella seconda delle due stagioni di permanenza (giocando contro Livorno, Juventus e Genoa).
Dopo avere partecipato ad alcuni incontri tra la fine del conflitto mondiale e l'immediato dopoguerra, nel 1946 chiude la carriera di calciatore.

### Allenatore
Una volta appesi gli scarpini al chiodo, Ricciardi intraprende la carriera di allenatore, proprio con le squadre con cui aveva iniziato come giocatore, ossia nell'Avellino, con il quale vince il campionato di Serie C nel 1949 (revocato per illecito sportivo) e nel Campobasso, anche se già nel 1944, quando militava tra le file del Seregno, vestiva i panni di giocatore-allenatore. Successivamente viene chiamato sulla panchina del Livorno.
Nel 1962 ricopre l'incarico di direttore tecnico della Lazio, affiancato da Roberto Lovati, in sostituzione dell'esonerato Paolo Todeschini: l'avventura si conclude poche giornate dopo con un esonero e l'arrivo di Carlo Facchini.

### Dirigente sportivo
Durante la sua permanenza a Livorno, Ricciardi ha ricoperto anche ruoli dirigenziali, ricoprendo per tre anni, a partire dal 1952, la carica di direttore sportivo prima ed amministrativo poi. Anche alla Lazio, dove arrivò nel 1956, ricoprì ruoli dirigenziali, infatti, prima di essere chiamato in panchina dalla presidenza biancoceleste, fu segretario generale del club capitolino.

## Palmarès

### Giocatore

#### Competizioni regionali
- Seconda Divisione: 1

Campobasso: 1933-1934

#### Competizioni nazionali
- Serie C: 1

Salernitana: 1937-1938

### Allenatore
- Campionato italiano Serie C: 1  (revocato)

Avellino: 1948-1949